# Luis Eleizalde
Luis Eleizalde Brenosa, también conocido como Koldo Eleizalde (Vergara Guipúzcoa, 9 de junio de 1878 - Bilbao, 24 de julio de 1923), fue un escritor en lengua vasca y castellana, político, educador y académico español de ideología nacionalista vasca.

## Biografía
Luis Eleizalde se graduó en 1899 con una Licenciatura de Ciencias en Madrid. Es el organizador y primer director de las escuelas de barriadas que él mismo fundó. Luego, obtuvo una cátedra de matemáticas en el Instituto de Vitoria  hasta que la Diputación Provincial de Vizcaya lo nombra inspector de educación primaria.
En 1907, Luis Eleizalde comenzó su colaboración en la Revista Internacional de Estudios Vascos, pero la dejó en 1908, debido a desacuerdos ideológicos con su fundador Julio Urquijo. Eleizalde provenía ideológicamente del carlismo como Urquijo, pero había evolucionado durante su etapa como estudiante influenciado por Sabino Arana hacia el nacionalismo vasco.
Dentro del nacionalismo vasco de principios de siglo Eleizalde tuvo un papel destacado como ideólogo. Habiendo colaborado en  Patria  dirigió la revista nacionalista  Euzkadi  en Bilbao a partir de 1912. Dentro del PNV Eleizalde defendió posturas moderadas y un nacionalismo menos dogmático y no separatista. En 1919 fue candidato del Partido Nacionalista Vasco a las elecciones generales por Álava.
Es autor de varios libros y artículos en la lengua vasca, tales como  La Lucha por el propio idioma  (1919),  Morfología de conjugación vasca sintética  (1913),  Listas de alfabéticas Voces toponomásticas vascas  (Revista Internacional de Estudios vascos, a partir de 1922) y  Notas Acerca del léxico y Las flexiones simples P. del Mendiburu en su obra "Otoitz-Gayak"  (1907) . Luis Eleizalde también publicó una novela,  Landibar  (1918),  Razas, lengua y nación vasca  (1914),  El problema de la enseñanza en el País Vasco  (1919, {{1} } Congreso de estudios vascos), y algunas traducciones en euskera como  Gurutza Deunaren bidea  (Kempis),  Halidon Murua  (Halidon Hill) y, así como poemas originales en euskera.
Bajo la dirección de Luis Eleizalde, la Sociedad de Estudios Vascos dedicada desde sus inicios a importantes investigaciones sobre la toponimia y antroponimia. Pero su muerte en 1923 provocó el abandono del trabajo de toponimia; sin embargo, el grupo responsable de antroponimia puede continuar, gracias a Odón Apraiz.
Luis Eleizalde murió el 24 de julio de 1923 a la edad de 45 años. Su nieto, nacido en 1942, sería el futuro rector de la Universidad de Navarra, José María Bastero.

## Academia de la Lengua Vasca
Durante la primavera y el verano de 1919, las Diputaciones Provinciales comunicaron a la Sociedad de Estudios Vascos su aprobación del Proyecto de Reglamento. A continuación, se convoca una reunión para la constitución de la Academia Vasca el 21 de septiembre de 1919, en el Palacio de la Diputación Provincial de Guipúzcoa, sede de Eusko Ikaskuntza, a la que asisten Resurrección María de Azkue, Arturo Campión, Luis Eleizalde y Julio Urquijo, como académicos de pleno derecho nombrados por el Congreso de Estudios Vascos, así como ocho compromisarios incluyendo a Jean-Blaise Adema , como representantes de las revistas y sociedades que apoyan el nacimiento de la Academia: Txomin Agirre, Pierre Broussain, Ramón Intzagarai, José Agerre, Juan Bautista Eguzkitza, Raimundo Olabide y Pierre Lhande.